# Oltre il ponte (film 1992)
Oltre il ponte (Crossing the Bridge) è un film del 1992, diretto dal regista Mike Binder.